# Es mentira (obra de teatro)

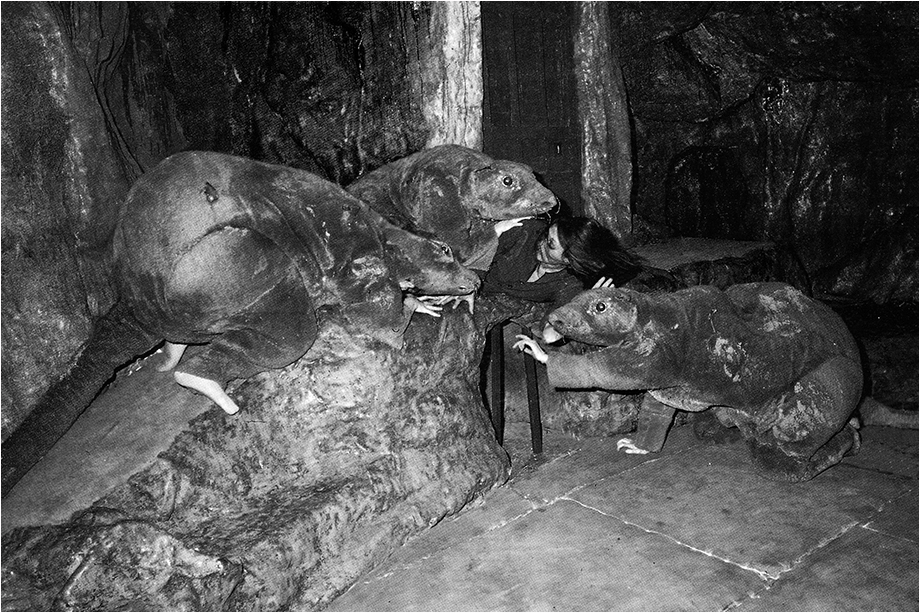
Mayte Brik en Es mentira, de Jesús Campos (Teatro Lavapiés, 1981).

Es mentira es una obra de teatro de Jesús Campos García, escrita en 1974 y estrenada en 1980 en el Teatro Lavapiés de Madrid. Fue interpretada por Mayte Brik, Elisa Montés, Victoria Rodríguez, Lola Pons, Gloria Vergara, Nuria Clemente, Félix García y Onofre Fraile, con dirección y escenografía del autor. En 1975 obtuvo el Premio Guipúzcoa de Teatro, que convocaba la Diputación Foral de Guipúzcoa.  

## Argumento
Matilde, la protagonista, se encuentra encerrada en una cueva, incomunicada. Solo Manuela, su hermana, la visita para llevarle comida, aunque lejos de cuidarla la mantiene aislada de la sociedad. Matilde solo encuentra a su alrededor ratas y juega con ellas. En un momento dado recibe la visita de Santa Teresa. Solo al final se desvela la trágica situación que vive.
Escrita durante los últimos años de la dictadura franquista, la obra reproduce un ambiente de pesadilla, propio de unos tiempos en los que aún se estaban produciendo fusilamientos. 

## Ediciones
- Teatro de Oposición (I), Madrid, Ed. Vox y CDT, Col. “Primer Acto”, 1980. Con estudio introductorio de José Monleón.
- Revista Teatro, Col. “Textos / Teatro”, 2. Servicio de Publicaciones de la Universidad de Alcalá, 1995. Con estudio introductorio de Cristina Santolaria.
- Es mentira. A ciegas. La cabeza del diablo. Sevilla, Consejería de Cultura de la Junta de Andalucía, 2002. Con estudio de Javier García Teba.
- Es mentira. Alicante, Biblioteca Virtual Miguel de Cervantes, 2000. (Edición digital).